# Océanite de Markham
Hydrobates markhami
Espèce
Synonymes
- Cymochorea markhami
- Oceanodroma markhami (protonyme)

Statut de conservation UICN

 NT  : Quasi menacé
L'Océanite de Markham (Hydrobates markhami) est une espèce d'oiseaux de la famille des Hydrobatidae. Son nom scientifique lui a été donné en hommage à l'explorateur Albert Hastings Markham.

## Répartition
Cet oiseau se reproduit sur la péninsule de Paracas (Pérou) ; il migre jusqu'en Amérique centrale et le nord du Chili.